# Jerry Slusher
Jeron Augusto Slusher Dayle (Puerto Barrios; 7 de noviembre de 1944-16 de marzo de 2016), más conocido como Jerry Slusher, fue un futbolista guatemalteco que jugaba como defensa.

## Trayectoria
Jugó en su país con los clubes de Izabal J.C., Suchitepéquez de 1965 a 1968, Juventud Retalteca en 1969, Municipal en 1970 y JUCA en 1974-1976. Tuvo un paso con el Adler de la Primera División de El Salvador junto a su compatriota David Stokes Brown.

## Selección nacional
Fue uno de los integrantes de la selección guatemalteca que ganó el Campeonato de Naciones de la Concacaf de Honduras 1967. Esa gran generación también calificó a los Juegos Olímpicos de México 1968, donde fue convocado y disputó los tres últimos encuentros, ante Tailandia, Bulgaria y Hungría.

### Participaciones en Juegos Olímpicos
| Torneo                   | Sede   | Resultado        |
| ------------------------ | ------ | ---------------- |
| Juegos Olímpicos de 1968 | México | Cuartos de final |

## Clubes
| Club               | País        | Año       |
| ------------------ | ----------- | --------- |
| Izabal J.C.        | Guatemala   |           |
| Suchitepéquez      | Guatemala   | 1965-1968 |
| Juventud Retalteca | Guatemala   | 1969      |
| Municipal          | Guatemala   | 1970      |
| Adler              | El Salvador | 1970-1971 |
| JUCA               | Guatemala   | 1972-1976 |

## Palmarés

### Títulos nacionales
| Título        | Equipo    | País      | Año     |
| ------------- | --------- | --------- | ------- |
| Liga Nacional | Municipal | Guatemala | 1969-70 |

### Títulos internacionales
| Título                                | Equipo    | Sede     | Año  |
| ------------------------------------- | --------- | -------- | ---- |
| Campeonato de Naciones de la Concacaf | Guatemala | Honduras | 1967 |